# 帕姆·弗伦奇
帕姆·弗伦奇（英語：Pam French，1937年12月26日—），旧姓萨特思韦特（Satterthwaite），新西兰女子击剑运动员。她曾代表新西兰参加1966年大英帝国和英联邦运动会击剑比赛，获得女子团体花剑铜牌。